# Alejandro O’Reilly

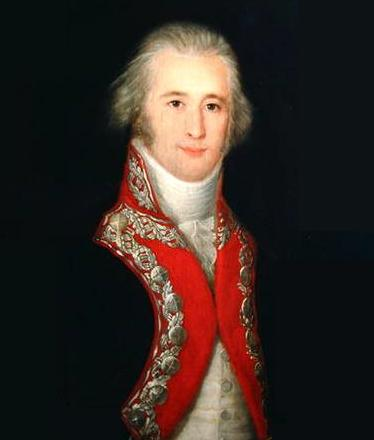
Alejandro O’Reilly, gemalt von Francisco de Goya

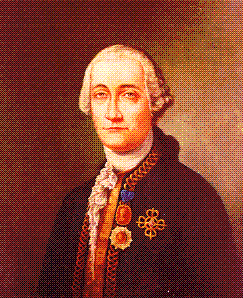
Marschall Alejandro O’Reilly

Alejandro O’Reilly (* 24. Oktober 1723 in Baltrasna, Co. Meath, Irland; † 23. März 1794 in Bonete, Albacete, Spanien) war ein spanischer General irischer Herkunft, zweiter Gouverneur der spanischen Kolonie Louisiana in Nordamerika und zuletzt Generalkapitän von Andalusien.

## Leben
Alejandro O’Reilly y McDowell wurde am 24. Oktober 1723 als Alexander O’Reilly (irisch Ó Raghallaigh) in Baltrasna (irisch An Baile Trasna) in der irischen Grafschaft Meath (irisch An Mhí) als Sohn von Thomas O’Reilly und Rose McDowell geboren. Sein Großvater John Reyly war Oberst in der Armee von James II., dessen Regiment, die O’Reilly Dragoners, bei der Belagerung von Derry mitkämpfte. Sein Neffe Juan Mackenna baute im Unabhängigkeitskrieg Chiles die Pioniertruppen auf und war Generalfeldzeugmeister für die Patrioten.
Schon in jungen Jahren trat Alejandro als Söldner in die spanische Armee ein und machte eine schnelle Karriere. Er wurde 1739, als der Krieg mit England und Österreich ausbrach, zum Leutnant befördert. Sein Regiment wurde nach Italien geschickt, um den Österreichern entgegenzutreten. In der Schlacht von Camposanto (8. Februar 1743) wurde er schwer verletzt und lag vor seiner Rettung die ganze Nacht auf dem Schlachtfeld. 1757 trat er in österreichische Dienste und nahm am Ende des Siebenjährigen Krieges an mehreren Feldzügen gegen die Preußen teil. Dabei studierte er drei Jahre lang die neueste militärische Taktik. Nach seiner Rückkehr erhielt er den Rang eines Brigadiers und durfte mit der konsequenten Neuorganisation der spanischen Armee beginnen. Am Ende des Krieges zwischen Frankreich und England 1762 wurde Havanna von der britischen Marine überrascht, ohne im Krieg mit Spanien zu liegen. Im Frieden folgte die Abtretung der französischen Kolonie Louisiana (von den Großen Seen an) an Spanien, das im Gegenzug die Abtretung von Florida an England leisten musste. Als Spezialist für Festungsbau wurde O’Reilly nach Kuba gesandt, um den Stand der Verteidigungskräfte im Vizekönigreich Neuspanien zu analysieren und der Krone einen Bericht zu übergeben. Am 3. Juni 1763 kam er in Havanna an. Weil der Gouverneur, der Conde de Ricla, krank darniederlag, übernahm O’Reilly die Aufgabe der Reorganisation der Miliz und der Verteidigungsanlagen. In dieser Zeit begleitete ihn Luis de Las Casas, dessen Schwester Rosa de las Casas bald seine Gattin werden sollte.
Als O’Reilly seine Aufgabe erledigt hatte, verließ er 1764 Havanna in Richtung Puerto Rico. Das Lob durch den Gouverneur, den Conde de Ricla, war so groß, dass die Krone auch in den anderen Kolonien die Verteidigung neu zu organisieren wünschte. Sein irischer Landsmann Oberst Thomas O’Daly begleitete ihn als erfahrener Chefingenieur dorthin. O’Reilly, der als „Vater des puerto-ricanischen Militärs“ gilt, brachte den Truppen vor Ort Disziplin bei, was ihnen bei zukünftigen Engagements zu Ruhm verhalf. 1769 wurde O’Reilly zum Gouverneur der Kolonie Louisiana ernannt. Im Mai 1769 verließ eine Expedition Coruña und kam am 24. Juni in Havanna an. Nach zwei Wochen weiterer Vorbereitung verließen 21 Kriegsschiffe mit über 2000 Mann an Bord Kuba in Richtung New Orleans. Nach einer schwierigen Reise kamen sie an der Mündung des Mississippi an und brauchten drei Tage, um am Fluss Fuß zu fassen. Als Anführer der spanischen Armee leitete O’Reilly einen Vergeltungsschlag gegen diejenigen, die für die Vertreibung des Gouverneurs Antonio de Ulloa aus der Kolonie verantwortlich waren. Bei seiner Ankunft in New Orleans, der Hauptstadt der Kolonie, erklärte O’Reilly Louisiana im August 1769 zu spanischem Besitz. In der Stadt gilt er wegen der Hinrichtung sechs prominenter Franzosen im Oktober 1769 heute noch als „Bloody O’Reilly“. Er errichtete eine spanische Kolonialregierung, die die französischen Strukturen ersetzte. Nach Abschluss seiner Mission wurde O’Reilly im März 1770 als Gouverneur abgelöst.
Die Barbaresken-Korsaren von Algier führten lange Zeit Angriffe gegen die spanische Schifffahrt Mittelmeerraum. Der König entschied sich für O’Reilly, um eine Invasion nach Algier zu befehligen und die Stadt zu bestrafen. Obwohl eine Streitmacht von über 20.000 Soldaten auf rund 400 Transportschiffen aus Cartagena eingeschifft wurde, segelte diese Expedition im Juni 1775 in eine Katastrophe. Die Algerier hatten Kenntnis vom Angriff erlangt, ihre Streitkräfte an der Küste versammelt und begegneten der Invasion im Juli 1775 mit erfolgreicher Abwehr. Die Zahl der Opfer war so groß, dass die Fortsetzung der Invasion  abgebrochen werden musste. Die Nachricht von der gescheiterten Expedition empörte die spanische Öffentlichkeit und richtete sich gegen ausländischen Offiziere. Der oberste Minister des Königs, Jerónimo Grimaldi, ein Genueser, der offenbar die Invasion vorgeschlagen hatte, wurde aus dem Amt gedrängt. Carlos III. deckte O’Reilly aber weiterhin und ernannte ihn zum Generalkapitän von Andalusien, mit dem besonderen Auftrag, das Verteidigungssystem der Bucht von Cádiz neu zu organisieren. Von 1780 bis 1786 umfasste seine segensreiche Tätigkeit die Kontrolle über alle Zivil- und Militärbehörden. Obwohl die Region von Cádiz aufblühte, musste O’Reilly wegen der Missgunst einer großen Gegnerschaft am Hof am 27. April 1786 seinen Rücktritt einreichen. Während seine Kritiker seinen Sturz bejubelten, bereute die große Mehrheit in Andalusien seine Abreise. In seinen letzten Dienstjahren lebte er in Madrid, das er 1794 mit einer Armee verließ, um die französischen Royalisten zu unterstützen. Auf dem Weg nach Alicante erlitt er jedoch einen Herzinfarkt und starb im Dorf Bonete in der Nähe von Albacete.